# Gymnoscelis dearmata
Gymnoscelis dearmata là một loài bướm đêm trong họ Geometridae.